# کوستاس چالکیاس
کوستاس چالکیاس (به یونانی: Κώστας Χαλκιάς) (زادهٔ ۳۰ مهٔ ۱۹۷۴) بازیکن فوتبال اهل کشور یونان است.
وی برای تیم ملی یونان ۳۲ بازی انجام داده و ۰ گل به ثمر رسانده‌است. پست تخصصی این بازیکن نیز، دروازه‌بان است او برای مورسیا ۲بازی انجام داده است